# Kletnia (stacja kolejowa)
Kletnia (ros. Клетня) – stacja kolejowa w miejscowości Kletnia, w rejonie kletniańskim, w obwodzie briańskim, w Rosji. Stacja krańcowa linii Żukowka – Kletnia.

## Historia
Stacja powstała w XIX w. na odgałęzieniu drogi żelaznej orłowsko-witebskiej.